# روکا سان کاسچیانو
روکا سان کاسچیانو (به ایتالیایی: Rocca San Casciano) یک کومونه در ایتالیا است که در استان فورلی-چزنا واقع شده‌است. روکا سان کاسچیانو ۵۰٫۱۹ کیلومتر مربع مساحت و ۲٬۰۹۵ نفر جمعیت دارد و ۲۱۰ متر بالاتر از سطح دریا واقع شده‌است.